# Onésimo de Bizâncio
Onésimo de Bizâncio (em grego:  Ὀνήσιμος, que significa "útil") foi um escravo romano de Filémon, um cristão. Ele também é considerado como sendo o bispo de Bizâncio entre 54 e 68

## Biografia
Após um período, Onésimo transgrediu contra Filémon e fugiu para o local onde Paulo estava aprisionado (provavelmente Roma ou Éfeso) para escapar a punição pelo roubo que havia cometido. Lá, ele ouviu a pregação de Paulo e se converteu ao cristianismo. O apóstolo, tendo antes convertido também Filémon, reconciliou os dois e escreveu uma carta para ele (que hoje é parte do Novo Testamento com o nome de Epístola a Filémon). Nela, se lê:
| “ | Rogo-te por meu filho Onésimo, que eu gerei nas minhas prisões, o qual outrora te foi inútil, mas agora é útil a ti e a mim; e eu to envio a ele que é meu próprio coração. Eu quisera tê-lo perto de mim, para que me servisse em teu lugar nas prisões do Evangelho, mas nada quis fazer sem a tua aprovação, para que o teu benefício não fosse como por necessidade, mas da tua livre vontade. Talvez por isso ele se apartasse de ti por algum tempo, para que tu o recuperasses para sempre; não mais como servo, mas em vez de servo, como irmão amado, de mim principalmente e mais ainda de ti, quer na carne quer no Senhor. | ” |
|   | — Paulo de Tarso, Epístola a Filémon. |   |

Por causa desta epístola de Paulo, Filémon aceitou de volta Onésimo como seu irmão e o libertou da escravidão. Ainda que seja um fato contestado, é possível que este Onésimo seja o mesmo que foi consagrado bispo pelos apóstolos e aceitou a sé episcopal de Éfeso, sucedendo a Timóteo.

## Morte
Segundo a tradição cristã, durante o reinado do imperador romano Domiciano e a perseguição de Trajano (portanto entre os anos 81 e 117, neste caso ficando fora da linha sucessória de patriarcas de Constantinopla como esta é relatada), Onésimo foi preso em Roma e martirizado por apedrejamento e depois decapitado (ou teve seus ossos quebrados).